# Sassel (Luxembourg)
Pour les articles homonymes, voir Sassel (homonymie).
Sassel (luxembourgeois : Saassel) est une section de la commune luxembourgeoise de Wincrange située dans le canton de Clervaux.